# Кубок РОСНО 2005
Кубок Балтики 2005 — 38-й міжнародний хокейний турнір у Росії, проходив 15—18 грудня 2005 року в Москві у рамках Єврохокейтуру. Матч Чехія — Фінляндія пройшов у Празі. 

## Результати та таблиця
| 1. | Росія     | *** | 2:0      | 3:1    | 3:1      | 3 | 3 | 0 | 0 | 0 | 8:2 | 9 |
| 2. | Фінляндія | 0:2 | ***      | 2:1    | 3:2 бул. | 3 | 1 | 1 | 0 | 1 | 5:5 | 5 |
| 3. | Швеція    | 1:3 | 1:2      | ***    | 1:0 ОТ   | 3 | 0 | 1 | 0 | 2 | 3:5 | 2 |
| 4. | Чехія     | 1:3 | 2:3 бул. | 0:1 ОТ | ***      | 3 | 0 | 0 | 2 | 1 | 3:7 | 2 |

М — підсумкове місце, І — матчі, В — перемоги, ВБ (ВО) — перемога по булітах (овертаймі), ПБ (ПО) — поразка по булітах (овертаймі), П — поразки, Ш — закинуті та пропущені шайби, О — очки

## Найкращі гравці турніру
| Воротар  | Максим Соколов |
| Захисник | Туукка Мянтюля |
| Нападник | Євген Малкін   |

## Команда усіх зірок
| Воротар  | Максим Соколов    |
| Захисник | Карел Рахунек     |
| Захисник | Петтері Нуммелін  |
| Нападник | Максим Сушинський |
| Нападник | Євген Малкін      |
| Нападник | Вілле Пельтонен   |

## Найкращі бомбардири
| Місце | Гравці              | Голи | Паси | Очки |
| ----- | ------------------- | ---- | ---- | ---- |
| 1.    | Максим Сушинський   | 3    | 2    | 5    |
| 2.    | Олександр Харитонов | 0    | 5    | 5    |
| 3.    | Вілле Пельтонен     | 3    | 0    | 3    |
| 4.    | Євген Малкін        | 2    | 1    | 3    |
| 5.    | Антон Бут           | 2    | 0    | 2    |